# Нерви (роман)
Нерви (англ. Nerves) — науково-фантастичний роман американського письменника Лестера дель Рей, вперше опублікований 1956 року.
В романі детально описуються 2 доби на атомній електростанції, під час яких відбулась аварія з незаглушеним реактором і викидом розплавленої радіоактивної суміші ізотопів. Більшість дій відбуваються у госпіталі АЕС.

## Зміст
Оскільки в Конгресі розглядався законопроект перенесення всіх АЕС далі ніж на 50 миль від населених пунктів і на АЕС мала прибути комісія, директор Палмер викликав на роботу лікаря Ферела у його вихідний день.
Також в госпіталі був присутній весь медперсонал: лікарі Блейк та Дженкінс, медсестра Браун та інші.
Дана АЕС як і більшість з них спеціалізувалася на виробництві трансуранових ізотопів для різних галузей: медицини, промисловості, сільського господарства.
Нажаль в той день сталась незначна аварія: був пошкоджений циліндр із виготовленим активним ізотопом, але робітнику ціною власного здоров'я вдалося закинути його у безпечний свинцевий контейнер призначений для таких випадків. Лікарі позбавили його спазмів викликаних впливом радіації на нервову систему уколами з кураре, вирізали найбільш уражені тканини та зробили повне переливання крові.
Голова комісії місцевий конгресмен Морган порадив Палмеру встигнути виготовити достатню кількість ізотопу і-713 який мали використати для боротьби з довгоносиком, щоб помогти йому переобратись і покращити відношення місцевого сільського населення до АЕС.
Оскільки потрібно було починати негайно, Палмер викликав головного інженера Йоргенсона, і доручив йому почати виготовлення негайно в нічну зміну на двох конверторах. Також він попросив залишитись лікарів, окрім Блейка, у якого було сімейне свято.
В четвертому конверторі все пройшло вдало, але в третьому почалася непрогнозована реакція з утворенням ізотопу R, який мав період напіврозпаду 12 годин і перетворювався на інший ізотоп, який мав надзвичайно малу критичну масу і велику енергію розпаду. Втомлені робітники не були на своїх робочих постах і коли почався викид радіоактивного розплаву, вони не заглушили конвертор, а почали тисняву у габаритних свинцевих костюмах до двох наявних рятувальних камер.
Йоргенсон вбиває робітника перед собою, щоб добратись до дверей однієї з камер і допомагає закрити її двері.
Потім він знаходить свинцевий контейнер і закривається в ньому.
Директор Палмер відключає зв'язок АЕС з зовнішнім світом, не включає сирену, і просить губернатора прислати нацгвардію, щоб блокувати АЕС на вхід і на вихід.
Лікарі в госпіталі почули вибух але не придали уваги, оскільки на АЕС відбувались досліди по виготовленню ракетного палива.
Вони здогадались про аварію, коли санітари почали привозити перших поранених і загиблих.
Тим робітникам, що були всередині приміщення третього конвертора довелось робити смертельні ін'єкції, щоб позбавити від страждань.
Палмер на чолі рятувальних команд розблоковує рятувальні камери, але в одній з них всіх робітники вже загинули.
Під час рятування страждає багато робітників через виплескування радіоактивної магми та руйнування приміщення.
Ферел виявляє, що молодий лікар Дженкінс не тільки швидко працює, але і має хороші знання про радіацію.
Втомлений Ферел розповідає, що він був єдиним хірургом, що міг зробити складну операцію своїй дружині.
А Дженкінс, що його батько колись був власником АЕС і він до аварії на ній працював там інженером, після чого вирішив займатись питаннями безпеки працівників АЕС.
Тому він знав про небезпеку сьогоднішніх подій.
Палмер та Ферел в захисному танку розгрібають радіоактивний розплав та уламки, щоб знайти тіло Йоргенсона.
Вони знаходять його в контейнері.
В госпіталі йому доводиться робити прямий масаж серця, для чого терміново гелікоптером привозять першу експериментальну машину. Однак в його тілі досить багато ізотопу R, що не дає шансу на одужання.
Нацгвардія подавлює мародерство і спроби лінчування сімей працівників АЕС у містечку. А також спроби працівників АЕС вирватись з неї на радіоактивній техніці.
Морган повідомляє Палмеру, що відомості про ізотоп R схиляють президента до ядерного удару по АЕС.
Палмеру доводиться збрехати, що в нього є спосіб вирішення проблеми.
Дженкінс пропонує використати ізотоп і-713, щоб повести радіоактивний розпад по іншому шляху.
Спочатку, використовуючи і-713, розкладають небезпечний ізотоп в тілі Йоргенсона.
Оскільки і-713 недостатньо, то надлишок небезпечного ізотопу потрібно розпилити в місцевій річці та озері.
Це унеможливить ланцюгову реакцію.
Гарячу магму розпорошують над річкою, яку вона випаровує.
Це територія буде радіоактивною ще сотні років.